# Římskokatolická farnost Rokytnice nad Jizerou
Římskokatolická farnost Rokytnice nad Jizerou je územním společenstvím římských katolíků v rámci jilemnického vikariátu královéhradecké diecéze.

## O farnosti

### Historie
V místech pozdější Rokytnice původně existovala osada tkalců, ve které převládalo obyvatelstvo protestantského vyznání. Původní místní kostel byl postaven v roce 1598 a byl dřevěný. K rekatolizaci obyvatelstva došlo až po roce 1620. V letech 1646-1657 byl v Horní Rokytnici postaven zděný kostel pod patronací jezuitského řádu. Místní fara byla původně menší jezuitskou rezidencí. V roce 1721 byl při kostele založen hřbitov.

#### Přehled duchovních správců
- 1971-1985 R.D. Jiří Mannl (+ ex currendo Harrachov a Křížlice)

### Současnost
Farnost je spravována ex currendo z Jablonce nad Jizerou.
| Kostel                          | Místo           | Bohoslužba             | Bohoslužba             | Poznámka                       |
| ------------------------------- | --------------- | ---------------------- | ---------------------- | ------------------------------ |
| Kaple sv. Rodiny                | Dolní Rokytnice | středa                 | 10.00                  | oratorium v domově pro seniory |
| Kostel sv. Michaela, archanděla | Horní Rokytnice | čtvrtek sobota         | 18.00                  | farní kostel                   |
| Kaple                           | Rokytno         | neslouží se pravidelně | neslouží se pravidelně | obecní kaple                   |